# Jordi García Sempere
Jordi García Sempere   (Barcelona, 1963) conegut amb el nom de Sempere, és un il·lustrador, ninotaire i historietista.
Col·laborador en diverses revistes humorístiques des de 1982 com Cul-de-Sac, Cimoc, Aventuras Bizarras, en el nou TBO, en Más madera! y esporàdicament en El Jueves o Puta Mili. És autor d'una una tira humorística per la revista per mestres Guix. Elements d'Acció Educativa conjuntament amb el guionista McGregor (Gregori Casamayor).
El seu dibuix és preferentment caricaturesc però també ha realitzat diversos treballs amb un estil més realista. Amb un estil molt característic, és un digne successor dels grans historietistes de l'època daurada dels anys cinquanta i seixanta de TBO i Bruguera, tot i que aportant una pàtina gràfica totalment moderna.

## Carrera
En els seus primers passos com a dibuixant es considerava un admirador i seguidor del belga André Franquin, conegut pel seu pas per la sèrie de Spirú i Fantàstic i per la creació de Sergi Grapes. Tradicionalment, en les dècades anteriors, els dibuixants de còmic s'havien format de manera autodidacta o als estudis de les editorials. Sempere ja forma part de la generació que va envernissar de bona preparació tècnica la seva carrera professional, ja que es va llicenciar en Belles Arts a Barcelona. L'any 1983 va conèixer al guionista Francisco Pérez Navarro, amb qui va iniciar una llarga i fructífera col·laboració en el món del còmic.
A partir de 1982 va col·laborar en revistes com Cul-de-Sac, Cimoc, Aventuras Bizarras, i també al nou TBO d'Edicions B, a Más madera! i, esporàdicament, a El Jueves o Puta Mili. El 1990 va aparèixer l'àlbum La Família Rovelló en català i castellà, una recopilació de les historietes que va publicar en un rejovenit TBO a partir de 1988, amb guió de Pérez Navarro. Els Rovelló són un intent d'actualització de l'entranyable i històrica La família Ulises. Per a l'editorial Ikusager, i amb guió d'Antoni Guiral i col·laboració en el dibuix de Pedro Espinosa, va publicar Los trotabosques. El sendero de las fuentes mágicas.
El seu treball humorístic de més duració és la sèrie que dibuixa per a la revista dedicada per a mestres Guix. Elements d'Acció Educativa, el protagonista del qual és McGregor (Gregori Casamayor). L'any 1997 van recollir quinze anys d'aquestes vinyetes humorístiques en un llibre.
Pel diari ABC va dibuixar la sèrie Total Hero, que va ser recopilada en àlbum per Dolmen el 2002. En aquesta sèrie infantil es reflecteix el món de fantasia, inspirat pels grans mites dels tebeos, on viu el nen protagonista, contrastant amb el món real que representen els seus pares.
El 2006 va publicar a França Nemrod, una història de fantasia protagonitzada per homes-llop amb guió de Dominique Latil. Va publicar un altre àlbum d'aquesta sèrie el 2007, ambdós amb el seu estil més realista. La seva última obra publicada fins ara es Macbeth (2014), una adaptació al còmic de l'obra de William Shakespeare, escrita per Josep Maria Polls. Actualment compagina la seva feina al món del còmic amb la il·lustració.

## Àlbums i publicacions (Selecció)
- 1990 La Família Rovelló. Guió de Perez Navarro, Edicions B, Barcelona.
- 1997 És dur ser mestre… Les tires de la Montse (1982-1997). Guió: Gregori Casamajor. Editorial Graó, Barcelona.
- 2002 Total hero. Guió de Pérez Navarro, Dolmen, Mallorca. (castellà)
- 2003 Història de Piera en còmic. Guió de Josep Busquet i col·laboració d'Albert Xiqués, Ajuntament de Piera. ISBN 8479355980
- 2006 Nemrod 1. Premier Sang. Guió de Dominique Latil, Soleil Productions, Toulon (França). (francès)
- 2007 Nemrod 2. Le prix du sang. Guión de Dominique Latil, Soleil Productions, Toulon (França). (francès) ISBN 9782849465615
- 2009 La vieille dame qui n'avait jamais joué au tennis et autres nouvelles qui font du bien. Guió de Zidrou i col·laboració de diversos dibuixants, Dupuis, Marcinelle (Belgica). (francès) ISBN 9782800143576
- 2013 Macbeth. Guió de Josep Mª Polls, Norma Editorial, Barcelona. (castellà) ISBN 978-84-679-1112-1